# 기독교 파시즘
기독교 파시즘(Christian fascism, Christofascism)은 파시즘과 기독교의 교차점을 나타내며 기독교 교회의 파시즘, 전체주의, 제국주의적인 측면도 포괄하고 있습니다. 1970년 해방 신학자 도로테 죌레(Dorothee Sölle)가 만든 신조어이다.

## 기독교 일원론
기독교 일원론(Christomonism)은 카를 바르트가 그의 신학에서 주장한 것으로 성경의 해석을 오직 그리스도 중심으로 해서 보아야 한다는 주장이다.  코닐리어스 반틸은 그의 조직신학의 기초에서 바르트의 신학에 대하여 이러한 평가를 하였다.  바르트는 성경전체를 해석할 때 그리스도의 언약으로 할 것을 주장하였다. 또한, 창조에 대한 해석을 나와 너의 언약으로 본 뒤, 창조자와 피조물의 관계를 없앴다.  그러므로 그리스도 중심해석이 가능하게 하였으며, 그 결과, 삼위일체론에 대한 해석이 결여되고 동정녀 탄생 같은 기적 또한 부인되는 결과를 낳았다.  

## 같이 보기
- 일원론